# Akakios von Kaisareia (Rhetor)
Akakios von Kaisareia war ein antiker Rhetor und Rechtsanwalt, der im 4. Jahrhundert n. Chr. im Osten des Römischen Reiches tätig war.

## Leben
Über den Lebenslauf des Akakios sind wir hauptsächlich durch die Briefe des Sophisten Libanios informiert. Akakios stammte aus Caesarea Maritima in Palästina, studierte Rhetorik in Athen und lehrte anschließend als Rhetoriklehrer in Phönizien. Ab 354 lehrte Akakios in Antiochia am Orontes, wo er in direkte Konkurrenz zu Libanios trat, der seinen Rivalen offenbar schätzte und dessen Talent (vor allem in späteren Briefen) lobte. Später siedelte Akakios in seine Heimatstadt Caesarea über, wo er schließlich die rhetorische Lehre aufgab und als Rechtsanwalt arbeitete.
Unter den Kaisern Constantius II. und Julian nahm Akakios einige hohe Posten in der Reichsverwaltung ein. Er wurde 359 Praeses (Statthalter) von Phrygia und später Konsular von Galatia (bis 362 oder 363). Danach fungierte er als Vorsteher der kaiserlichen Gestüte in Kappadokien.
Libanios berichtet, dass Akakios sich auch als Poet betätigte. Es sind jedoch keine Werke unter Akakios’ Namen überliefert. Der Historiker Gottlob Reinhold Sievers stellte die These auf, dass der (unter den Werken des Lukian von Samosata überlieferte) Dialog Okypus (altgriechisch Ὠκύπους) von Akakios stamme.